# یواس‌اس آلبانی (سی‌ای-۱۲۳)
یواس‌اس آلبانی (سی‌ای-۱۲۳) (به انگلیسی: USS Albany (CA-123)) یک کشتی بود که طول آن ۶۷۳ فوت ۵ اینچ (۲۰۵٫۲۶ متر) بود. این کشتی در سال ۱۹۴۵ ساخته شد.